# Largo Baracche
Largo Baracche è un film italiano del 2014 diretto da Gaetano Di Vaio.